# Экспериментальные паровозы Уильяма Дина

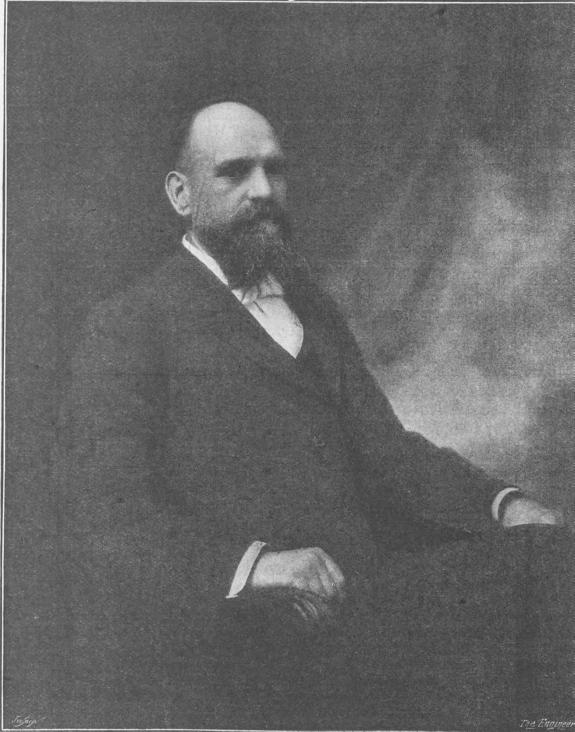
Уильям Дин

Свои экспериментальные паровозы локомотивный инженер Большой западной железной дороги Уильям Дин строил в 1880-х и 1890-х годах для практической проверки новых идей в паровозостроении.

## № 1
Танк-паровоз был построен в Суиндоне (партия 46, зав. № 733) в 1880 году с осевой формулой 2-2-0, двойной рамой и тележкой без шкворня. Основные размеры:
- диаметр котла 4 ф. 2 д. (1270 мм);
- давление пара 140 фунтов на кв. дюйм (965 килопаскалей);
- 2 цилиндра внутри рамы диаметром 17 ″ (432 мм), ход поршня 26 ″ (660 мм);
- движущие колёса диаметром 5 ф. 6 д. (1676 мм);
- колёсная база 21 фут (6400 мм).

Паровоз был переделан в 1884 году в 1-2-0-танк с базой 17 ф. 6 д. (5334 мм). В 1899 году установлен новый котёл диаметром 4 ф. 5 д. (1350 мм) с рабочим давлением пара 165 фунтов на кв. дюйм (1138 килопаскалей) и круглым верхом топки. Следующий котёл с топкой Бельпера установлен в 1914 году. Паровоз списан в 1924.

## № 7
Построен в 1886 году в Суиндоне как тандем-компаунд с осевой формулой 1-2-0, диаметром ведущих колёс 7 ф. 1/2 д. (2146 мм) и внешней рамой. Цилиндры низкого давления диаметром 23 ″ (584 мм) располагались перед цилиндрами высокого давления, поршни сидели на общем штоке. Золотниковые парораспределители располагались: низкого давления — под цилиндрами, высокого — сверху. Оба золотника приводил в действие общий парораспределительный механизм. Машину такой компоновки оказалось трудно обслуживать, и паровоз работал на второстепенных маршрутах. Был утилизирован в 1890 году, колёса использованы при постройке № 7  GWR Armstrong class.

## № 8
Паровоз построен в 1886 году ширококолейным (брюнелевская 7 ф. 1/4 д. (2140 мм) колея) с возможностью конвертации на стандартную, с осевой формулой 1-2-0 и машиной тандем-компаунд, в которой поршни в цилиндрах высокого и низкого давления имели отдельные штоки, но общий крейцкопф. Диаметр ведущих колёс составлял 7 ф. 1/2 д. (2146 мм), давление пара — сравнительно большое, 180 фунтов на кв. дюйм (1241 килопаскалей). Шестилистовая рама состояла из двойной рамы, опирающейся на буксы движущих осей, и внешней рамы, к которой через рожки крепилась бегунковая ось. Паровоз провалил испытания и никогда не был ни принят в эксплуатацию, ни переделан на стандартную колею. В 1894 году его колёса были использованы в стандартноколейном 2-2-0 паровозе № 8 GWR Armstrong class.

## № 9
Танк-паровоз был построен в 1881 году с осевой формулой 2-1-2 и диаметром движущих колёс 7 ф. 8 д. (2337 мм) и увеличенными до диаметра 18 ″ (457 мм) цилиндрами с ходом поршня 26 ″ (660 мм). Парораспределитель располагался над цилиндрами, приводился в действие стефенсоновским механизмом, расположенным снаружи, хотя цилиндры располагались внутри рамы. Колёсная база составила 30 футов (9144 мм). Этот локомотив был единственным танк-паровозом с осевой формулой 2-1-2, построенным GWR (но не единственным в её парке, потому что GWR приняла несколько таких паровозов при поглощении железной дороги Бристоля и Эксетера). Паровоз не работал, потому что был склонен к сходу с рельсов, причём впервые он сошёл перед лицом самого Уильяма Дина при первом самостоятельном выезде из цеха. Заказ (номер 54) был на два паровоза (зав. № 844 и 845); второй 2-1-2 № 10 должен был отличаться от № 9 механизмом Джоя, но из-за очевидных недостатков № 9 от его постройки отказались. Цилиндры и механизм Джоя были использованы позднее на экспериментальном паровозе № 1833.
№ 9 в 1884 году был переделан в 1-1-1 тендерный паровоз с базой 18 футов (5486 мм). От первоначального были сохранены соответственно укороченная рама, цилиндры, внешний парораспределительный механизм и движущие колёса, остальные колёса были новые, как и котёл с круглым верхом топки. В 1890 году паровоз был снова перестроен, снабжён более обыкновенной двойной рамой с базой 18 ф. 3 д. (5563 мм), движущими колёсами диаметром 7 футов (2134 мм) и парораспределительным механизмом внутри рамы, аналогичным GWR Queen Class. Паровоз был назван «Виктория» в честь королевы. В 1902 году паровоз был снабжён котлом с топкой Бельпера, а в 1905-м — списан.

## № 10
Этот паровоз с осевой формулой 1-1-1 был построен в 1886 году, а в 1890-м, как и № 9, переделан в Queen class и назван в честь покойного принца Альберта. Списан в 1906 году.

## № 13
Танк-паровоз № 13 (партия 72, зав. № 1094) был построен в 1886 году как 1-2-1 с нижними танками: один был под котлом внутри рамы, второй — сзади под угольным ящиком. Работал на ветке к заливу Сент-Ивс и на Абингдонской боковой ветке.
В 1897 году был перестроен в 2-2-0 с седельным танком, угольный ящик и задний танк были сильно уменьшены, что и позволило избавиться от поддерживающей оси. Соответственно, рама была укорочена сзади и удлинена спереди, чтобы под ней поместилась двухосная бегунковая тележка вместо одной оси. Паровоз работал на разных боковых ветках, находился в аренде у железной дороги Лискерда и Лу в Корнуолле и затем работал на ветке GWR в долине Лу. Был замечен и на Хайуортской ветке, прежде чем, в конце концов, оказался на Суиндонском заводе, где работал маневровым три или четыре года перед списанием в 1926 году.

## № 14 и № 16
Эти два экспресс-паровоза 1-2-0 более привычной конструкции были построены в 1888 году (партия 74, зав. № 1115, 1116) и работали на широкой колее. Они были подобны стандартноколейным «Барнумам» 1889-го года, но отличались бо́льшим размером движущих колёс — 7 ф. 1/2 д. (2146 мм). Они были построены для эксперсса Бристоль—Суиндон в три пополудни, и после окончательной перешивки главного хода дороги на стандартную колею в мае 1892 года были отставлены, но в запас, а не под списание.
В 1894 году паровозы были перестроены в стандартноколейные 2-2-0 № 14 и 16 Armstrong class.

## № 34 и № 35
Эти два 0-2-1 паровоза с седельным танком были построены в 1890 году (партия 81, зав. № 1179, 1180) как уменьшенные 3521 class с движущими колёсами диаметром 4 фута (1219 мм). В 1895-м переделаны в 0-2-2-танк и списаны, соответственно, в 1908 и 1906 годах соответственно.

## № 36

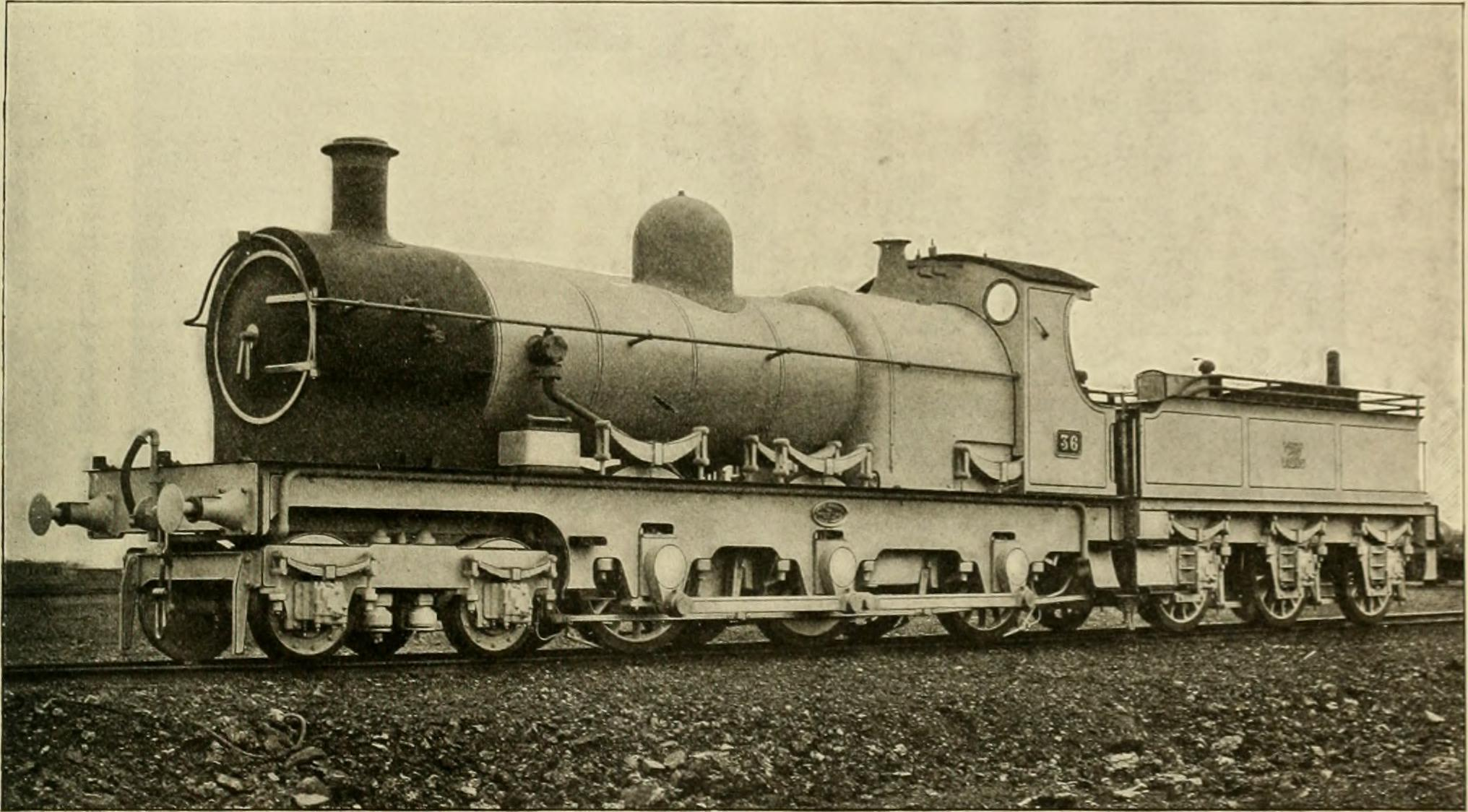
GWR № 36

GWR № 36 — паровоз 2-3-0 с двойной рамой, построенный в 1896 году (партия 106, зав. № 1551). Списан Чёрчуордом в 1905 году, несмотря на то, что успешно водил грузовые поезда, которые иначе удалось бы провести только двойной тягой.

## № 1490
В 1888 году, уже после того, как Чёрчуорд стал главным помощником больного Дина, в Суиндоне был построен единственный 2-2-0 с вьючными танками (партия 114, зав. № 1702), первый танк-паровоз GWR с таким типом танков. Диаметр движущих колёс его составлял 4 ф. 7+1/2 д. (1400 мм). Паровоз планировался как прототип нового класса для Metropolitan Railway, но оказался слишком тяжёл и при этом неустойчив. Несколько лет проработав маневровым, он был продан в 1907 году Ebbw Vale Steel, Iron & Coal Co. В 1908 году он перешёл к Brecon and Merthyr Tydfil Junction Railway, где работал под номером 35. В 1916 году был снова продан, теперь на шахту Cramlington Colliery Co. Утилизирован в 1929 году.

## № 1833
Это танк-паровоз был построен с осевой формулой 0-3-0 в ноябре 1882 года с цилиндрами и парораспределительным механизмом Джоя от недостроенного 2-1-2 (см № 9) под тем же заводским номером 845, но в 58-й партии. 1833 работал танк-паровозом меньше двух лет, потому что количество воды в танках, как оказалось, влияло на работу парораспределительного механизма. В августе 1884 года паровоз был выведен из эксплуатации, переделан в тендерный и возвращён на линию в октябре 1884-го. Утилизирован в марте 1906 года.